# اوپکون (ویرجینیا)
اوپکون (به انگلیسی: Opequon) یک منطقهٔ مسکونی در ایالات متحده آمریکا است که در شهرستان فردریک، ویرجینیا واقع شده‌است.